# Catocala ritana
Catocala ritana là một loài bướm đêm trong họ Erebidae.